# Michel Robardet
Michel Robardet, né le 29 juillet 1944 à Castres (Tarn), est un dessinateur et graveur français spécialisé dans l'art funéraire.

## Biographie
Au début des années 1970, Michel Robardet est inspiré par l'école des lithograveurs parisiens d'origine slave au sein de laquelle il a pu entrer, et ainsi installer une dizaine d'expositions permanentes chez des marbriers à Paris. C'est ainsi qu'il réalise environ 6 000 gravures, dont à peu près 300 portraits, ornant nombre de sépultures de particuliers.
Il pratique la gravure à l'aide de pointes à tracer au diamant, sur granit noir fin, pour plaques et monuments funéraires. Ces pointes à tracer lui permettent d'exécuter un travail fin et d'une grande précision, « des portraits de particuliers avec une fidélité surprenante ». François Mozès, graveur et sculpteur yougoslave, l'a initié à cette technique. C'est à la suite de sa rencontre avec Mozès en 1969 que Michel Robardet a pu exercer le métier de lithograveur pendant vingt-six ans, élaborant une peinture qui résiste aux intempéries afin que la gravure perdure dans la matière,.
Michel Robardet a fait entrer la gravure à la pointe à tracer au diamant parmi les nouvelles pratiques de gravure, lithogravure, pointe sèche et de taille douce.

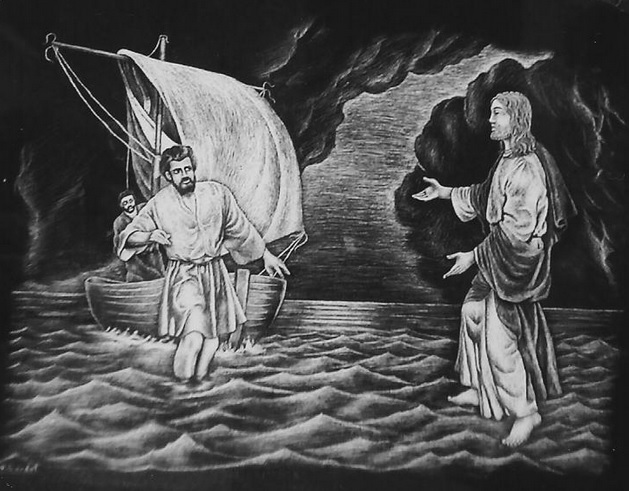
Le Christ marchant sur les eaux du lac de Tibériade, 10 janvier 1985.

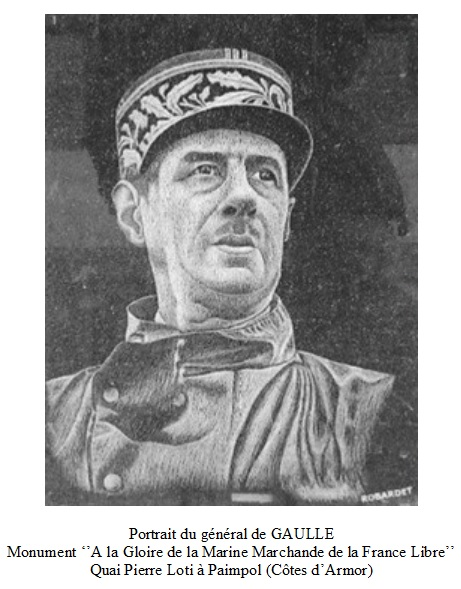
Portrait du général de Gaulle en gravure sur granit, 1982.

En 1985, Michel Robardet a réalisé sur une stèle la gravure du Christ marchand sur les eaux du lac de Tibériade.
Michel Robardet a réalisé le portrait du général de Gaulle en gravure sur granit pour être apposé sur le monument aux morts À la Gloire de la Marine Marchande de la France Libre, quai Pierre Loti, Paimpol (Côtes d'Armor).
En avril 1985, Robardet reçoit une commande de la Légion étrangère pour la réalisation du buste du capitaine Jean Danjou en gravure sur granit afin d'en orner les murs de sa maison natale à Chalabre (Aude). 
À partir de 2001, Robardet se dirige vers d'autres recherches. La lecture d'ouvrages ayant appartenu à son père chimiste-coloriste l'amènent à s'intéresser à la recherche en physique des couleurs. À son tour, il écrit trois livres consacrés à la fabrication chimique des peintures et additifs, dont un mémoire sur les contrastes rotatifs en présence de la lumière au néon.
Pour l'inauguration du musée consacré au comédien Jean Gabin à Mériel (Val d'Oise), le 26 septembre 1992, Michel Robardet a réalisé le portrait en gravure sur granit de Jean Gabin.
En plus de la gravure à la pointe à tracer au diamant, Michel Robardet a mis au point une technique de gravure au diamant couleur.

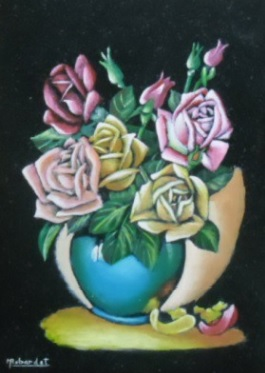
Michel Robardet, gravure couleur sur granit noir fin.

## Œuvres dans les collections publiques
- Castres :

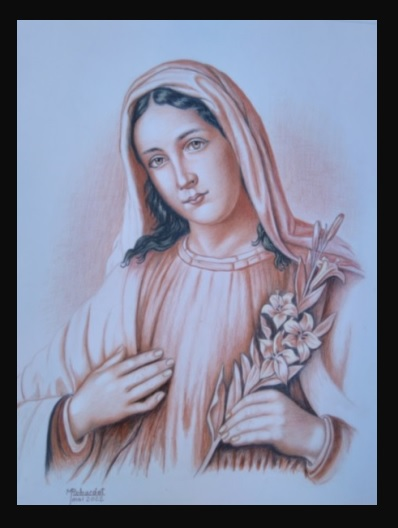
Michel Robardet, Vierge à la sanguine, Rome (Italie), mai 2022.

  - couvent de l'Immaculée Conception : stèle Vierge à l'Immaculée Conception.
  - mairie : Reproduction de l'autoportrait de Goya.
- Chalabre : Buste du capitaine Danjou apposé sur les murs de sa maison natale.
- Colombey-les-Deux-Églises : plaque décorée pour une commémoration du débarquement de Normandie en hommage au général de Gaulle.
- Mériel, musée Jean Gabin : Portrait du comédien Jean Gabin.
- Paimpol, quai Pierre Loti : portrait du général de Gaulle ornant le Monument à la gloire de la Marine marchande de la France libre.

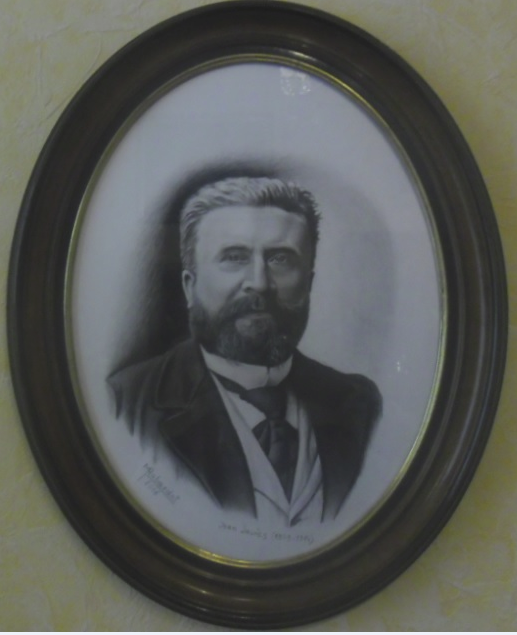
Portrait de Jean Jaurès, juin 2016, Centre national et musée Jean Jaurès de Castres.
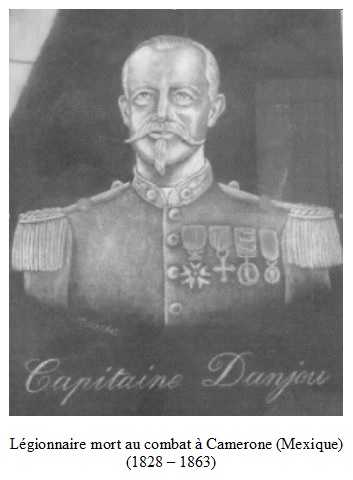
Buste du capitaine Danjou en gravure sur granit, avril 1985, apposé sur un mur de sa maison natale à Chalabre (Aude).
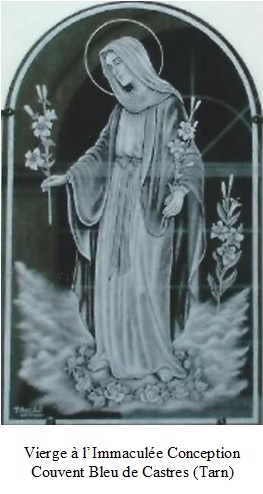
Vierge aux lys en gravure sur granit, Couvent Bleu de Castres, mars 2005 (gravure exécutée avec une pointe à tracer au diamant par Michel Robardet (signature en bas à gauche).
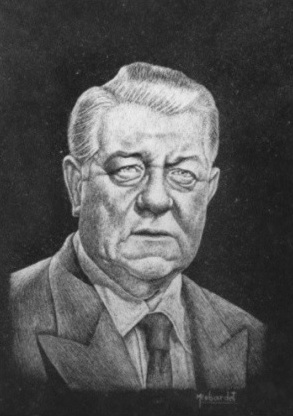
Portrait de Jean Gabin en lithogravure sur granit pour le Musée de Mériel (Val d'Oise), septembre 1992.